# Мохамед Ашраф Халфауї
Мохамед Ашраф Халфауї (араб. محمد أشرف الخلفاوي, фр. Mohamed Achraf Khalfaoui; нар. 24 жовтня 1980, Туніс, Туніс) — туніський футболіст, півзахисник.

## Клубна кар'єра
Футболом займався з 11-річного віку, вихованець клубу «Африкен». На батьківщині виступав за «Клуб Афрікен» та «Стад Тунізьєн». У 2008 році грав за «Уніан Лейрія» в першому дивізіоні чемпіонату Португалії. Пізніше виступав в Саудівській Аравії в одному з місцевих клубів. Взимку 2011 року отримав запрошення перейти в український клуб «Металург» (Запоріжжя). Проконсультувавшись зі співвітчизниками, які виступали в Україні Мохамедом Арурі й Тауфіком Салхі, прийняв запрошення українців. З цією командою спочатку втратив, а потім повернув місце в Прем'єр-лізі. У «Металурзі» відіграв два роки, після чого вирішив не продовжувати контракт і повернутися в Туніс.

## Кар'єра в збірній
У національній збірній Тунісу провів 4 гри. У складі молодіжної збірної ставав переможцем Середземноморських ігор 2001 року.

## Досягнення
- Перша ліга чемпіонату України
  -  Срібний призер (1): 2011/12